# Jiulongshan, Chongqing
Jiulongshan (kinesiska: 九龙山) är en köping i sydvästra Kina. Den ligger i stadsdistriktet Kaizhou i storstadsområdet Chongqing, omkring 240 kilometer nordost om det centrala stadsdistriktet Yuzhong. Antalet invånare är 32 696. Befolkningen består av 16 335 kvinnor och 16 361 män. Barn under 15 år utgör 26,0 %, vuxna 15-64 år 59 %, och äldre över 65 år 13,0 %.